# بلکی لاولس
بلکی لاولس (به انگلیسی: blackie lawless) (زادهٔ ۴ سپتامبر ۱۹۵۶ در نیویورک با نام: استیون ادوارد دارن) خواننده و گیتاریست گروه هوی متال وسپ که به دلیل اجراهای زنده، کاورهای آلبوم و شعرهای جنجالی شهرت دارد.

## خانواده و کودکی
بلکی از نژاد بومی آمریکااست که به سرخ‌پوستها یا بلک فوت ایندینز شهرت دارند و همینطور از نژاد ایرلندی و فرانسوی . در یک خانوادهٔ مذهبی بزرگ شد. پدربزرگش خادم و عمویش واعظ کلیسا بودند. طبق گفتهٔ خودش اعتقاد عمیقی به خدا دارد که تأثیر زیادی در موسیقی او داشته‌است. البته شایعات زیادی دربارهٔ او در سایتهای مختلف منتشر گردیده مثلاً اینکه او در انجمنها و مناسک سری و نهان پیشه و پرستش خدایان باستان شرکت داشته و در چند سال اخیر به مسیحیت گرویده است! عموی او راین دورن قهرمان افسانه‌ای بیسبال آمریکا بود که به افتخار او استادیوم بیسبال دورن استادیوم ساخته شد.
او در ۱۳ سالگی با ایس فرهلی در یک دسته خیابانی(street gang) بودند که باعث شد از یک زخم جدی خنجر آسیب ببیند. وقتی ۱۴ ساله شد پدرش او را به مدرسه‌ای نظامی در فلوریدا فرستاد تا نظم یاد بگیرد اما بلکی بعد از آن که یک گروهبان ارشد را کتک زد از آن جا اخراج شد.

## موسیقی
علاقه بلکی به موسیقی از زمانی شروع شد که او ۹ ساله بود:«برادر من یک گیتار داشت و من عادت داشتم وقتی آنجا نبود به اتاق خواب او بخزم و با گیتار او بزنم.»
به هرحال یک سال بعد در ۱۰ سالگی اولین گیتار خود را با پول توجیبی خود خرید و ۳ سال بعد اولین گیتار الکتریک خود را خرید.
او ابتدا به عنوان خواننده با گروه بلک ربیت کار کرد و بعد به گروه «Orfax Rainbow»پیوست. بعد از این‌که از دبیرستان فارغ‌التحصیل شد به مدت ۲ سال برای شرکت ساختمانی پدرش کار کرد.
پس از آن ۱۵ روز در یک اجرا در فلوریدا برای نیویورک دالز گیتار زد و بعد به همراه آرتور کین به کالیفرنیا رفت و برای گروه کیلر کین بند به عنوان خواننده فعالیت کرد. در این زمان بود که اسم مستعار «Blackie Goozeman» را برای خود انتخاب کرد. یک سال بعد کین به نیویورک بازگشت ولی بلکی تصمیم گرفت در لس آنجلس بماند.
در سال ۱۹۷۶ گروه سیستر بنا کرد اما بزودی در گروه سیستر تغییراتی اتفاق افتاد که باعث شد تلاش گروه برای ضبط چند آهنگ ناکام بماند. سپس بلکی از گروه جدا شد و گروه سیرک سیرک را به همراه رندی پایپر تشکیل داد اما از ابتدا مشخص بود این گروه به جایی نمی‌رسد و خیلی زود از هم پاشیده شد. پس ازآن به همراه کریس هولمز، رندی پایپر و تونی ریچارد گروه وسپ را تشکیل داد.

## W.A.S.P
در طول تاریخ طولانی وسپ اعضای گروه بارها تغییر یافتند و امروز تنها عضو باقی‌مانده از گروه اولیه خود بلکی لاولس است. بلکی دراین‌باره می‌گوید هربار یکی از اعضا گروه را ترک کرد به دلیل مواد مخدر بوده‌است. او اکثر آهنگ‌ها و شعرهای وسپ را خودش می‌نویسد.
لاولس از موسیقی گروه‌های بلک سبت، ای‌سی/دی‌سی و بیتلز تأثیر گرفت و از الیس کوپر و دِ هو هم در اجراهای زنده الهام گرفت اما با پرتاب گوشت خام به سمت تماشاگران، پاشیدن خون و شکنجهٔ دختران به زنجیر کشیده شده در صحنه، در بدنامی اجراهای زنده پا را از آن‌ها فراتر گذاشت.هرچند که تمام این اجراها سمبولیک و به نشانه اعتراض به خشونتهای رایج در جامعه در قبال زنان بود.
در دهه ۸۰ از او به سختی انتقاد می‌شد و اکثر کنسرت‌های او توسط سازمان‌های محلی لغو می‌شد و در بعضی کشورها کنسرت‌های او به کلی ممنوع شد. اما در سال‌های بعد با عرضهٔ آلبوم‌هایی چون کریمسون آیدل، هنوز به اندازهٔ کافی سیاه نیست، بچه‌های بی‌سر و روی آوردن بلکی به موضوعات مذهبی(برگرفته از کتاب مقدس)، اجتماعی، مضامین و محتوای سیاسی(انتقاد از سیاستهای ایالات متحده) به جای انتقاد از تجاوز جنسی و اعمال خشونت علیه زنان، انتقادها از او کم شد. از آلبوم کودکان بی سر تحول عظیمی در وسپ نمایان شد.
آلبوم مورد علاقهٔ خود بلکی کریمسون آیدل(بت سرخ) بود که به عنوان بهترین آلبوم وسپ شناخته شده‌است. همچنین آلبوم آخرین فرمان بالاترین رتبه در بین آلبوم‌های او در جدول بیلبورد ۱۰۰ را به‌دست آورده‌است. پرفروشترین آلبوم وسپ کودکان بی سر می باشد.
هنوز به اندازهٔ کافی سیاه نیست تیره‌ترین و شخصی‌ترین آلبوم بلکی است که خود به تنهایی آن را آماده کرد اما با نام وسپ منتشر شد. بلکی بعضی از کارهای قبل از وسپ خود را در آلبوم آخرین فرمان منتشر کرد مانند: «Blind in texas» ،«cries in the night» و «sexdrive».

## بلکی
توجه و علاقه بلکی به کشورش باعث شده که او اظهار نظرهای سیاسی زیادی داشته باشد. حتی در مصاحبه‌ای گفت «شاید یک روز وارد سیاست شوم. نمی‌دانم! ولی نه فعلاً!!». بلکی می‌گوید: من خیلی به این کشور(آمریکا) اهمیت میدم. من عاشق کشورم هستم و به همه جای آن هم سر زده‌ام اما چیزی که مرا می‌کشد این است که می‌دانم می‌تواند بهتر باشد.
همچنین در اولین خط‌های آهنگ «خداحافط آمریکا» از آلبوم هنوز به اندازهٔ کافی سیاه نیست با لحنی آکنده از نارضایتی از دولت آمریکا می‌گوید: من کشورم را دوست دارم اما می‌ترسم به‌وسیلهٔٔ دولتش بمیرم.
در سال ۲۰۰۲ بلکی آلبوم مردن برای دنیا را در رابطه با حوادث ۱۱ سپتامبر منتشر کرد. برچسب این آلبوم جمله‌ای از بلکی بود: لعنت به آن اصلاحات سیاسی که وارد مرکز تجارت جهانی شد.
همچنین با انتشار آلبوم بابل، بلکی در یکی از مصاحبات خود با یک مجلهٔ فعال در زمینهٔ موسیقی متال نارضایتی، ترس و نگرانی شدید خود را از نظام تک قطبی جهانی و طرح میکروچیپی شدن انسانها ابراز می دارد.
در سال ۲۰۰۶ در دادگاهی که علیه بلکی به جرم حمله به نگهبانی در آریزونا تشکیل شده بود گناهکار شناخته نشد. در اوت ۲۰۰۵ گزارش داده شده بود که بلکی در حال اجرا به یک نگهبان امنیتی حمله کرد است. در همان سال تور اروپای وسپ به علت مشکل در یکی از رگ‌های قلب بلکی لغو شد.
بلکی هم‌اکنون مشغول آماده‌سازی یک تور آمریکا/اروپا/آسیایی است و به گفته خودش قیمت بلیت کنسرت‌ها ۱۵ دلار و مدت آن‌ها ۹۰ دقیقه‌است. او می‌گوید: من از دیدن این گروه‌های مزخرفی که بیش از ۵۰ دلار می‌گیرند و کمتر از یک ساعت اجرا دارند خسته شدم!

## سینما
در هنگام ساخت فیلم ترمیناتور ۲ قرار بود بلکی نقش تی-۱۰۰۰ را بازی کند ولی با درخواست آرنولد او کنار گذاشته شد. دلیل آرنولد این بود که قد بلکی بیش از حد بلند است.

## گفتارهای بلکی
من چیز به دردخوری نمی‌توانم بکشم یا طراحی کنم چون نمی‌توانم قبل از کشیدن آن را در سرم مجسم کنم. وقتی به صورت موسیقی در می‌آید من می‌توانم آن را بشنوم قبل از این‌که اتفاق بیفتد کاری که بیشتر مردم نمی‌توانند.
خیلی وقت‌ها مردم پیش من می‌آیند و می‌گویند تو زندگی ما را نوشته‌ای. ولی من وقتی داستان را می‌نوشتم فکر می‌کردم داستان خوبی است. نمی‌دانستم خیلی از مردم این طوری احساس می‌کنند.